# Harald de Shàrengrad
Carl Harald Viktor de Shàrengrad, född 23 januari 1913 i Lomma församling i Malmöhus län, död 31 maj 1998 i Karlskrona, var en svensk arkitekt. Han var son till Wilhelm de Shàrengrad och i sitt andra äktenskap måg till Hakon Wigert-Lundström.
Efter skolstudier i Storbritannien, Belgien, Nederländerna och Schweiz 1927–1929 avlade de Shàrengrad examen vid Malmö tekniska läroverk 1932, vid Kungliga Tekniska högskolan 1942 och vid Kungliga Konsthögskolan 1947. Han var anställd hos arkitekterna Bengt Romare och Georg Scherman i Stockholm 1942–1945, på länsarkitektkontoret i Stockholm 1945–1947, blev biträdande länsarkitekt på länsarkitektkontoret i Umeå 1947, stadsarkitekt i Landskrona 1954 och biträdande länsarkitekt i Kalmar 1968. Han utförde militära anläggningar 1945–1946.